# 在中華人民共和国日本国大使館
在中華人民共和国日本国大使館（ざいちゅうかじんみんきょうわこくにっぽんこくたいしかん、中国語: 日本国驻华大使馆、英語: Embassy of Japan in China）は、中華人民共和国に在する日本大使館で、外務省の特別の機関である。

## 所在地
〒100600 中華人民共和国北京市朝陽区亮馬橋東街1号
中国語: 100600 中华人民共和国北京市朝阳区亮马桥东街1号
英語: No.1 Liangmaqiao Dongjie, Chaoyang District, Beijing 100600, People's Republic of China

## 領事官管轄範囲[1]
| - 北京市 - 天津市 - 陝西省 - 山西省 - 甘粛省 | - 河南省 - 河北省 - 湖北省 - 湖南省 - 青海省 | - 新疆ウイグル自治区 - 寧夏回族自治区 - チベット自治区 - 内モンゴル自治区 |

## 沿革
- 1973年1月 － 開設

## 著名な在勤者
- 阿古智子 - 東京大学教授、現代中国学会理事長
- 飯嶋康弘 - 国土交通省航空局次長、世界観光機関アジア太平洋センター副代表
- 石原享一 - 神戸大学名誉教授
- 大林宏 - 第25代検事総長、法務事務次官
- 柏木隆久 - 運輸安全委員会事務局長[2]
- 北川健太郎 - 大阪地方検察庁検事正、最高検察庁刑事部長
- 國見昌宏 - 初代内閣衛星情報センター所長、初代防衛省情報本部長
- 櫻井勝 - 警察庁近畿管区警察局長
- 志村格 - 観光庁次長、成田空港高速鉄道社長
- 武隈義一 - 黒部市長、厚生労働省石川労働局長
- 田中修 - 国税庁税務大学校長
- 田畑一雄 - 中央労働委員会事務局長
- 藤江陽子 - 文部科学審議官
- 星野昌裕 - 南山大学副学長・教授
- 宮崎泰樹 - 東京都危機管理監、陸上自衛隊第10師団長
- 山田雅彦 - 第5代厚生労働省雇用環境・均等局長、厚生労働省大臣官房総括審議官